# Sang-dinasztia
A Sang (Shāng)-dinasztia (商朝 Sang csao (Shāng cháo)) az ókori Kína történelmének egy szakasza az i. e. 17. század vége és az i. e. 11. század dereka között. Liu Hszin (Liu Xin) kétezer éve a Si csi (Shǐ jì) (A történetíró feljegyzései) és a Su csing (Shu jing) (Írások könyve) alapján i. e. 1766-tól i. e. 1122-ig terjedő kronológiát állított fel, a Bambusz-évkönyvek szerint azonban az i. e. 1556–1046 dátumok számíthatók. A Hszia–Sang–Csou (Xia–Shang–Zhou) kronológia projekt jelenleg az i. e. 1600–1046 datálást fogadja el. Akkor kezdődik, amikor a sang (shāng) törzs a Sárga-folyó középső és alsó szakaszát, a kitajok és a Hszia-dinasztia (Xià-dinasztia) területeit elfoglalta, és addig tart, amíg a csou (zhou) törzs le nem győzte az utolsó sang (shāng) uralkodót. A sangok (shāng) állama nem volt egységes királyság, legfeljebb a meghódított törzsek feletti hegemóniáról lehet beszélni, ennek ellenére is fennállt bő fél évezreden át. Jelentős korszak Kína gazdasági, kulturális és politikai fejlődésében. A Sang (Shāng)-dinasztia idején kezdődött Kínában a bronzkor, és az írás első emlékei is ekkor jelennek meg. A törzset, az államot, a fővárost és a dinasztiát a későbbiekben nem Sang (Shāng)nak, hanem a jin (yīn) (殷) írásjeggyel írták, ezért Jin (Yīn)-dinasztia (殷代 Jin taj (Yīn dài)), a nemzetközi irodalomban Sang–Jin (Shāng–Yīn)-dinasztia néven is ismert.

## Előtörténet
1959 óta régészetileg alátámasztott módon feltehető, hogy a Sárga-folyó völgyében már korábban is létezett jól szervezett államalakulat. Az erlitou-kultúra i. e. 2100–1800 közöttre tehető Lojang (Luòyáng) közelében, akik városaikban nagy palotákat építettek. Ez nagy valószínűséggel feltételezi az államiságot. A történészek általában a dinasztiák egymás utániságáról beszélnek, azonban a régészeti leletek megengedik azt a feltevést, hogy a hszia (xia) és sang (shang) uralkodóház egy ideig egymás mellett uralkodott, valamint hogy volt egy korai csou (zhou) időszak, amely már a késői sang (shang)gal párhuzamosan önálló politikát folytatott.
Csak a kínai hagyományok mondanak valamit a sangok (shāngok) eredetéről, régészetileg egyelőre nem igazolható, írás pedig abban a korban még nem volt. Későbbi irodalmi és történeti írásokban maradtak fenn adatok, melyek szerint a Jisui (Yíshui) folyó völgyéből származtak, a mai Hopej (Hébĕi) északnyugati részéről, ami északról volt határos a hszia (xià) területekkel. A sang (shāng)ok minden irányban terjeszkedtek, míg a dél felé haladók a mai Honan (Hénán) belsejébe is eljutottak, és minden bizonnyal már az i. e. 17. század folyamán – annak vége felé – alattvalójukká tették a hsziákat (xiàkat). Ekkor a kínai források szerint Cseng Tang (Tāng) volt a törzs főnöke, a törzs többi része pedig Sanhszitól (Shānxī) Santungig (Shāndōngig) terjeszkedett. A későbbi genealógiák Tang tizenhetedik felmenőjeként Huang-ti (Huangdi)t (i. e. 2699–2588) a legendás „Sárga Császárt” jelölik meg. Sze-ma Csien (Sima Qian) Hszie (Xiè) történetével kezdi krónikáját, akit Csien-ti (Jiandi), a Sárga Császár felesége szült csodás körülmények közt. Hszie (Xiè) herceg kapta Sangot (Shāngot) hűbérbirtokként. A tizenhetes szám jelképes lehet, mivel a dinasztia 17 nemzedéken át uralkodott, így ugyanannyi van Huang Ti (Huang Di) és Tang között, mint Tang után a bukásig, sőt a megelőző Hszia-dinasztia (Xià-dinasztia) is 17 uralkodóból állt ugyanezen források szerint.
Sang (Shāng) városát Pan Keng (Pán Gēng) (i. e. 1401–1373) alapította már a dinasztia közepén, i. e. 1388-ban. A város Anjang (Yīnxū) közelében, a mai Hsziao Tun (Xiaodun) falu mellett terült el. A Jin (Yin) nevet Sze-ma Csien (Sima Qian) használta a család megnevezésére az utolsó főváros utolsó neve alapján. A Jin (Yin)t a sang (shang) korban kapta a főváros a korszak vége felé. Talán Pan Keng (Pán Gēng) nem is új várost alapított, hanem csak új nevet adott neki. A Jin (Yin) nem vált kizárólagossá, hol Sang (Shāng) hol Jin (Yin) néven említik. Japánban és Koreában viszont csak a Jin (Yin)t ismerték a Sang (Shāng)-dinasztia második felében. A csou (zhou) korban viszont már a korai sang (shang) korra is alkalmazták a Jin (Yin) nevet. A jóscsontokon a Jin (Yin) nem jelenik meg, a főváros neve továbbra is Ta-ji Sang (Dàyì Shāng) (大邑商 „A nagy sang (shāng) főváros”).

## Történelme

A dinasztia legnagyobb befolyási övezete

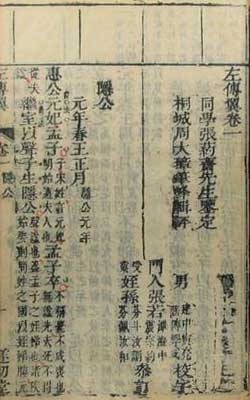
A Co Csuan (Zuo Zhuan) egyik oldala

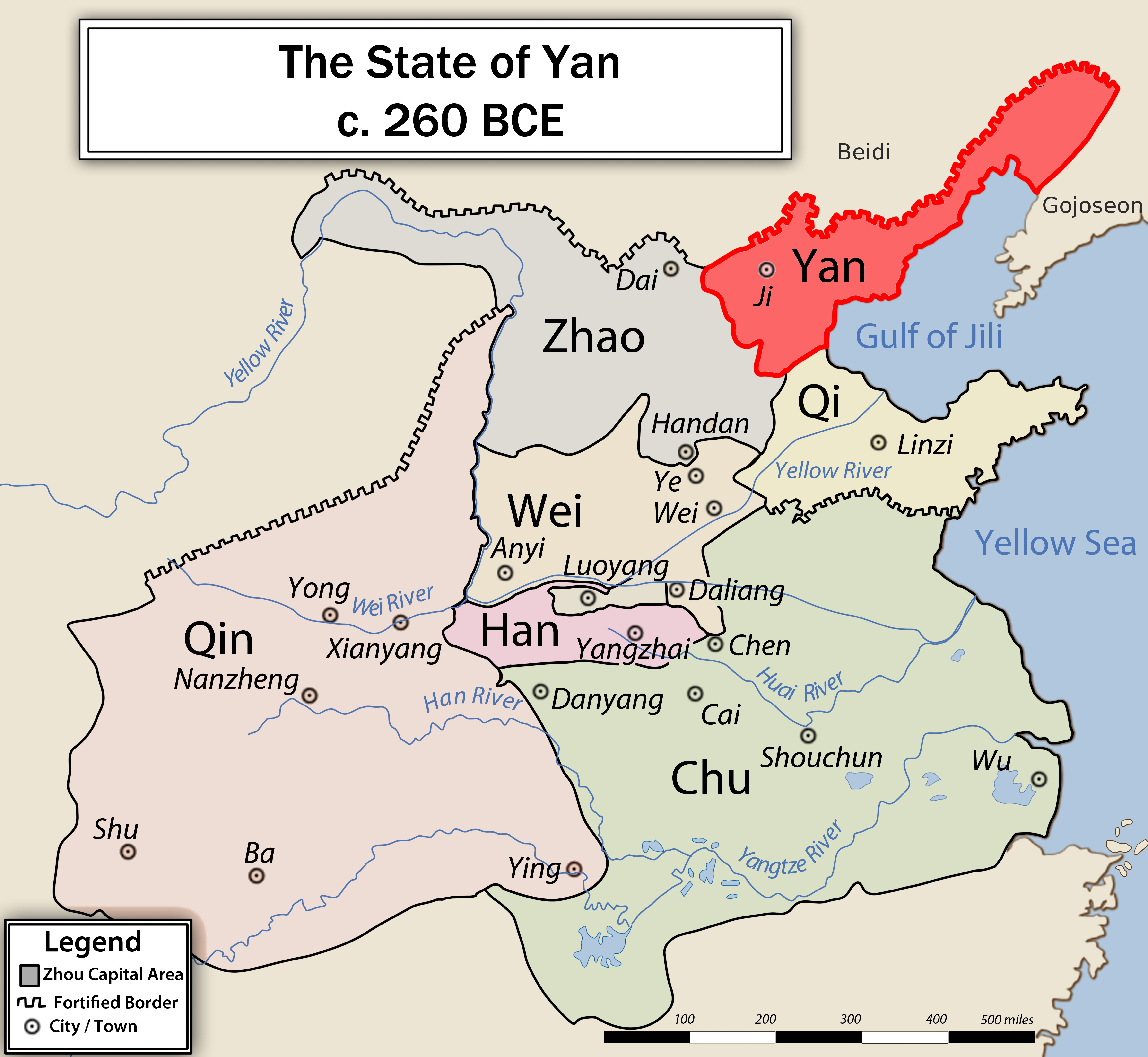
Jen (Yān) állam az i. e. 1. évezredben

A Sang (Shāng)-dinasztia eseménytörténete kevéssé ismert. A korabeli írásos emlékek általában nem szólnak történelmi helyzetekről, mivel más szerepük (jóslás kérése) volt. Az alábbiak a több évszázaddal a tárgyalt események után keletkező krónikák és annalesek alapján „ismert” események, régészetileg a nagy részük igazolhatatlan. Emellett ezek a források inkább foglalkoznak a rokonsággal és a családon belüli problémákkal, mint az államügyekkel vagy külpolitikával és háborúkkal. Ezek a források többnyire a klasszikus konfuciánus irodalomhoz tartoznak, mint a Su csing (Shu jing), Meng-ce (Mengzi), a Co csuan (Zuo zhuan), vagy a Han-dinasztia krónikása, Sze-ma Csien (Sima Qian) (A történetíró feljegyzései). Az utóbbi néhány eseményt részletesen is leír, de sokszor csak a királyok neveit közli, csupán hét uralkodóról beszél bővebben, a többinek csak a nevét említi. A Bambusz-évkönyvek hitelessége kérdéses, bár kronológiailag pontosabbnak tűnik.
A sang (shāng) uralkodók berendezkedtek a hszia (xia) területeken, kialakították kormányzati rendszerüket. Mintegy két évszázaddal a hatalomra jutásuk után a helyzet stabilizálódását jelzi az új főváros alapítása, amit azonban a nép nem vett jó néven, a Su csing (Shu jing) szerint zúgolódtak és nem akartak új helyre költözni.
Cseng Tang (Tāng), a dinasztia első uralkodója eredetileg a hszia (xia) főség alatt élő sang (shāng)ok törzsfőnöke, aki Ju-hszin Si (Youxin Shi) feleségül vétele után Csie (Jié), az utolsó hszia (xia) király egyik főembere lett, majd állomáshelyén, Lü fővárosában, Póban (Bóban) megkezdte a felkészülést az uralkodóház ellen. Sikeres lázadásával a mingtiaói csata után átvette a hatalmat a korábbi hegemónok összes területe felett, és korábbi kormányzói székhelyén alakította ki királyi rezidenciáját. Tangról jó véleménnyel vannak a krónikák, aki megerősítette a törvényeket, leszállította a katonaidőt, békét és jólétet hozott az országra. Székhelyét Póban (Bóban) tartotta továbbra is, és ez itt is maradt egészen i. e. 1563-ig. Ez a jólét egészen Taj Csia (Tai Jia) uralkodásáig tartott, aki a krónikák szerint semmibe vette a törvényeket, nem hallgatott bölcs tanácsadóira. A belső nyugtalanság miatt végül első hivatalnoka, Ji Jin (Yi Yin) száműzetésbe küldte.
I. e. 1562-ben Ho-tan Csia (Hedan Jia) Póból (Bóból) Aóba helyezte a királyi rezidenciát. Ettől kezdve mintegy két évszázadon át gyakran változott a főváros. A „kék barbárok” elleni támadásáról, valamint Panfang (Banfang) elfoglalásáról is megemlékeznek a krónikák. Cu Ji (Zu Yi) (i. e. 1525–1507) uralkodását a stabilitás és az új jólét korának tartják.
Vu Ting (Wu Ding) (i. e. 1324–1266 vagy i. e. 1238–1180) az első történelmi uralkodó Kínában, az ő neve az első, amely megjelenik a jóslócsontokon. Uralkodásáról nem csak a krónikák számolnak be, de egykorú források és régészeti leletek is. Ez összefügg azzal, hogy apja helyezte át a fővárost a ma már alaposan feltárt Sang (Shang)ba, amely régészeti eredmények megerősítették a késői krónikák adatait. Vu Ting (Wi Ding) és utódai politikájáról már legalább fogalmat lehet alkotni, míg a korábbi királyoknál ez sem lehetséges. Országában törvényesség és rend uralkodott. Minden alárendelt törzsből elvett feleségül egy-egy nőt, hogy befolyását megerősítse. Uralkodásának második felében több hadjáratot vezetett, amelyekben a kuifang (guifang), a ti (di) és a csiang (qiang) törzseket is meghódította – mivel azok megtagadták az adófizetést –, valamint Tapeng (Dapeng) és Tunvej (Tunwei) területeit is. Ötvenkilenc éves sikeres uralkodás után halt meg. Utódai alatt már rebelliókról is tudunk, illetve a lázadások elkerülésére, elnyomására tett ellenintézkedésekről.
A csou (zhou)k mindig is viszonylag önállóak voltak és a dinasztia katonai erejét növelték hadseregükkel. Többször segítették ki az országot a hódító hadjáratokban, cserébe elöljáróik gazdag adományokat – vagyont, földet, rabszolgákat, hivatalokat – kaptak. A sang (shang)ok utolsó évtizedeiben egyre gyakrabban vezettek önálló hadjáratokat és hódítottak meg törzseket. Különösen Ven Ting (Wen Ding) uralkodása idején (i. e. 1112–1102) vált látványossá a csou (zhou)k önállóskodása. A következő fél évszázadban a csou (zhou)k a hódításaikat már a sang (shang)ok elleni haderő összeállítására használták fel. Több kisebb törzs önként csatlakozott hozzájuk.
A dinasztia egészen az utolsó pillanatokig aktívan hadakozott, sikeresen hódított, de ez azzal járt, hogy más törzsek előkelői szereztek meg sok fontos katonai és adminisztratív pozíciót. Ehhez jött az utolsó sang (shang), Csou Vang (Zhòu Wáng) (Ti Hszin (Di Xin)) életvitele, aki a források szerint nem törődött az államügyekkel, ehelyett orgiákat rendezett és gonosz felesége, Ta-csi (Dájǐ) szavára hallgatott inkább – bár ennek némileg ellentmond, hogy legalább egy, a csou (zhou)k támadását megelőző zsenfang-hadjáratot személyesen vezette. Eluralkodott a korrupció, a királyi udvar fenntartására a király súlyos adókat vetett ki. Sze-ma Csien (Sima Qien) arról írt, hogy egyes houk fellázadtak. A Su-csing (Shujing) szerint Csou Vang (Zhòu Wáng) testvére, Vej (Wei) kormányzója ellen felkeltek a „kisemberek”. A belső gyengeséget pedig a csou (zhou) törzs – és az általuk összekovácsolt törzsszövetség – azonnal kihasználta. A Csiang Ce-ja (Jiang Ziya) által vezetett csou (zhou) sereg i. e. 1046-ban a mujei csatában (muyei csatában) legyőzte Vang (Wang) szervezetlen hadát. Az utolsó sang (shāng) uralkodó a palotáját magára gyújtva öngyilkos lett. Egyes leírások szerint a hadsereg árulása miatt veszett el a csata, mások szerint viszont egy véres, sok áldozattal járó vesztes ütközet volt. Még három évig önálló, de nem független vazallus királyságként kormányozták a csou (zhou)k Sang (Shāng)ot Vu Keng (Wu Geng) herceg révén, ám Csou Vu (Zhou Wu) halála után Vu Keng (Wu Geng) csatlakozott a csou (zhou)k elleni lázadáshoz, melynek leverése után Sang (Shāng) teljesen csou (zhou) irányítás alá került. A források alapján a sang (shang)ok utolsó éveiben az állam nemessége is támogatta a felkeléseket és az idegen hatalmakat a dinasztia ellen. A döntő tényezőt a csou (zhou) győzelemben talán a hatékonyabb harci szekeres osztagok jelentették.
A Sang (Shāng)-családot szétszórták az országban. Felvették a Ce (Zi) (子) családnevet, megőrizték azonban arisztokratikus státuszukat és a család tagjai különböző hivatalokat töltöttek be a csou (zhou) kormányzatban. A sang (shāng) királyok tisztelete egészen i. e. 286-ig, Csin (Qin) hódításáig fennmaradt. A hagyomány szerint Konfuciusz (Kung-ce (Kong Zi)) is a sang (shāng) királyok leszármazottja.
Jelentős sang (shāng) maradékok éltek Kucsu (Gūzhú) területén is, amíg Csi Huan-kung (Qí Huán Gōng), Csi (Qi) hercege az i. e. 7. században le nem rombolta a várost. Több Sang (Shāng)-család vándorolt északkelet felé, ahol Jen (Yān) államban a nyugati csou (zhou) kor folyamán viseltek fontos tisztségeket. Ez időben a sang (shāng) áldozati és temetkezési hagyományokat is fenntartották. Koreai és kínai hagyományok szerint egy sang (shāng) herceg, Csi-ce (Ji Zi) egy kisebb hadsereggel egészen Koreáig vonult, és megalapította a Kodzsoszon (Gojeoson) királyságot. Ez a legenda történelmileg nem erősíthető meg.

## Közigazgatás
A birodalom a mai Honan (Hénán) tartományban és az azzal szomszédos tartományok egy részén gyakorolt fennhatóságot. Az állam kormánya a törzsfői szálláson, eredetileg Po (Bo), majd néhány átmeneti főváros után Sang (Shāng) városából irányította az országot. Talán csak irányjelölés volt, talán öt körzetre oszlott, az északi, keleti, nyugati és déli földekre, valamint a főváros környékére. A felügyelt területen élő más törzsek félfüggőségben vagy vazallusi viszonyban álltak a sang (shāng)okkal. A sang (shāng) kor második felének adatai szerint nyugaton a csou (zhou), csiang (kiang), kufang és kuifang, északon a lüfang és tufang – akik különösen gyakran szerepelnek a feliratokban a dinasztia ellenségeként –, délen a csaofang (zhaofang), keleten a zsenfang (renfang) törzsek éltek. A sang (shāng)ok a környező törzseket részben beolvasztották, az erősebbek viszont fennmaradtak és vezető rétegük is a helyén maradt, mindössze adózniuk kellett a dinasztiának. Ezek közül fontosak a csou (zhou), kiang és su (shu) törzsek.
A körzetek élén kormányzók („a király fia”) álltak, akik a terményadókat begyűjtötték. A dinasztia első felében még létezett a vének tanácsa, ami a korábbi törzsi szervezet, feltehetően egy katonai demokrácia maradványa, a korszak végére azonban a királyok valódi despotizmust, azaz egyeduralmat valósítottak meg. A király egy személyben a hadsereg főparancsnoka és főpap is volt, ekkor alakult ki a királyistenítés eszméje. Az uralkodó az „ég fia”, aki az istenek akaratából az „ég alatti ország” kormányzója. Az államszervezetről egykorú forrás nincs, a későbbi leírások óvatosan kezelendők, mert a sang (shāng) kori írások nem erősítik ezeket meg. Néhány katonai rang vagy tisztség megnevezése ismert.

## Társadalom
A főváros volt az udvari élet központja, idővel a bíróságok, rituálék is itt összpontosultak. A király nem csak a világi feladatait látta itt el, hanem szolgálta az ősök kultuszát, sőt annak feje volt. A dinasztia második felében gyakran előfordult, hogy a király is jóslatokat közölt. A király elsősorban ugyan a katonai parancsnokok vezetője volt, de a társadalom elvárta, hogy az ünnepeken betöltse a főpapi posztot is. A jóslócsontok feliratai alapján a királyokra úgy tekintettek, mint a közösség legképzettebb tagjaira, akik az ősöknek szánt áldozatot a legjobban mutatták be és akik hitük szerint képesek voltak eső, a szél és mennydörgés előidézésére.
A társadalom alapvetően három rétegre tagolódott, az arisztokráciára, a szabad köznépre és a rabszolgákra. Az arisztokrácia elsősorban a korábbi törzsi katonai elitből és a főpapságból állt, amelyhez csatlakoztak a meghódított törzsek vezetői is. Az arisztokrácia az írásokban négy kifejezéssel fordul elő: hou, nan, ci, po. Ezek mind korábbról származó fogalmak, amelyek az új társadalmi rendben új jelentéseket kaptak. A hou eredetileg íjászt jelentett, ekkor a határvédelemre rendelt katonai parancsnokok címe. A hou feladata egy-egy körzet védelme volt. A po (bo) („nagybácsi”) egyszerre több hou főnöke. A ce (zi) („fiú”) azoknak a királyi hercegeknek a címe, akik egy-egy területen kormányzóként működtek. A korszak végén egyes alárendelt törzsek vezetői is megkapták a hou és po címeket, ez összefügg a Sang (Shāng)-dinasztia gyengülésével.
A dinasztia hadereje mindig függött a nemességtől, de képesek voltak tömegeket mozgósítani szükség esetén. A városi és vidéki közemberek, besorozott munkások és a katonák akár védelemben, akár hódító hadjáratban rendelkezésre álltak. Kötelező szolgálatot teljesítettek az arisztokraták és más állami vezetők is. A királyok mintegy ezer főből álló állandó hadsereget tartottak, amely seregrészt személyesen vezették a csatában.

## Kultúra

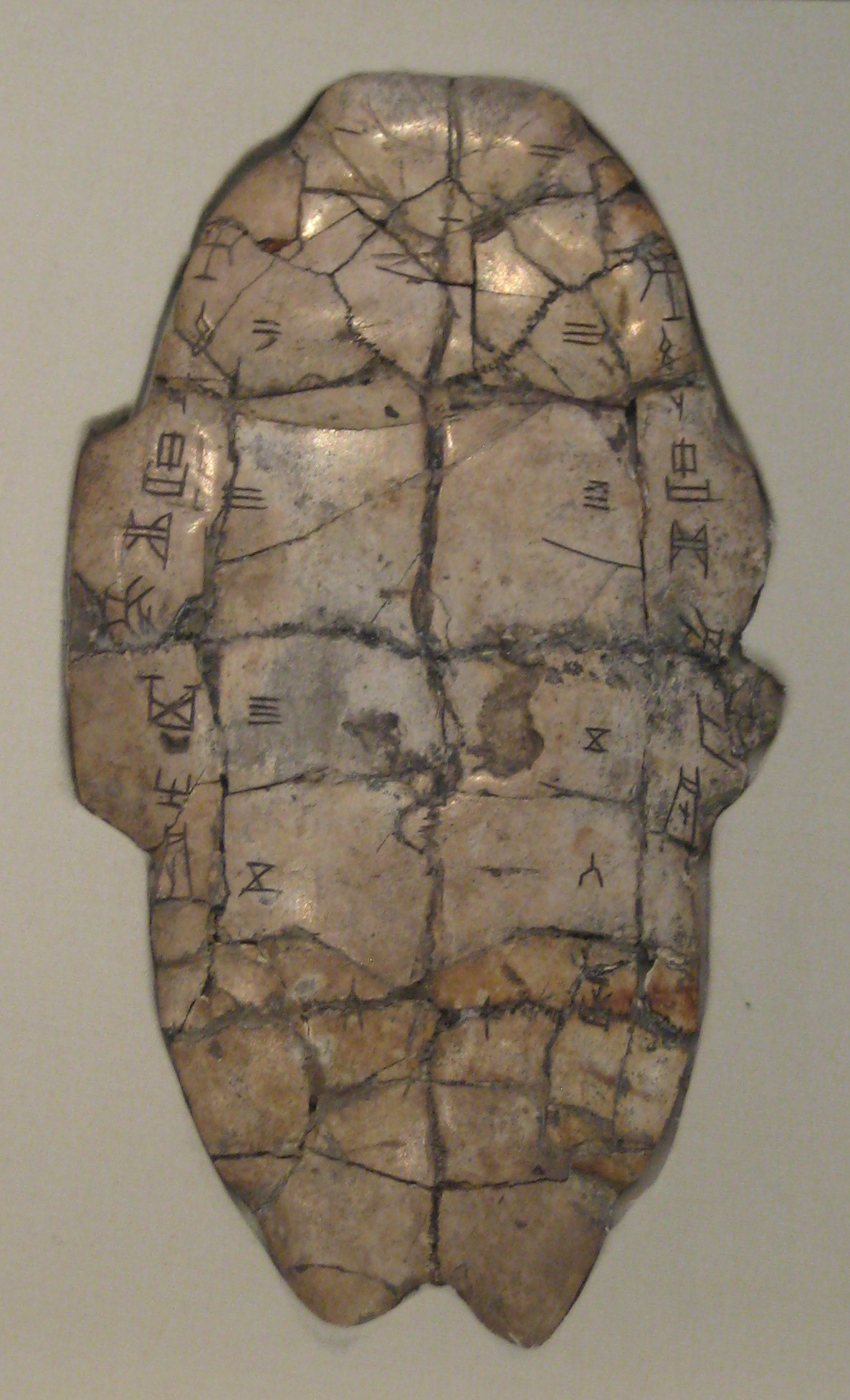
Teknőspáncélra karcolt korai írásjegyek, kínai jóslócsont a sang (shāng) korból

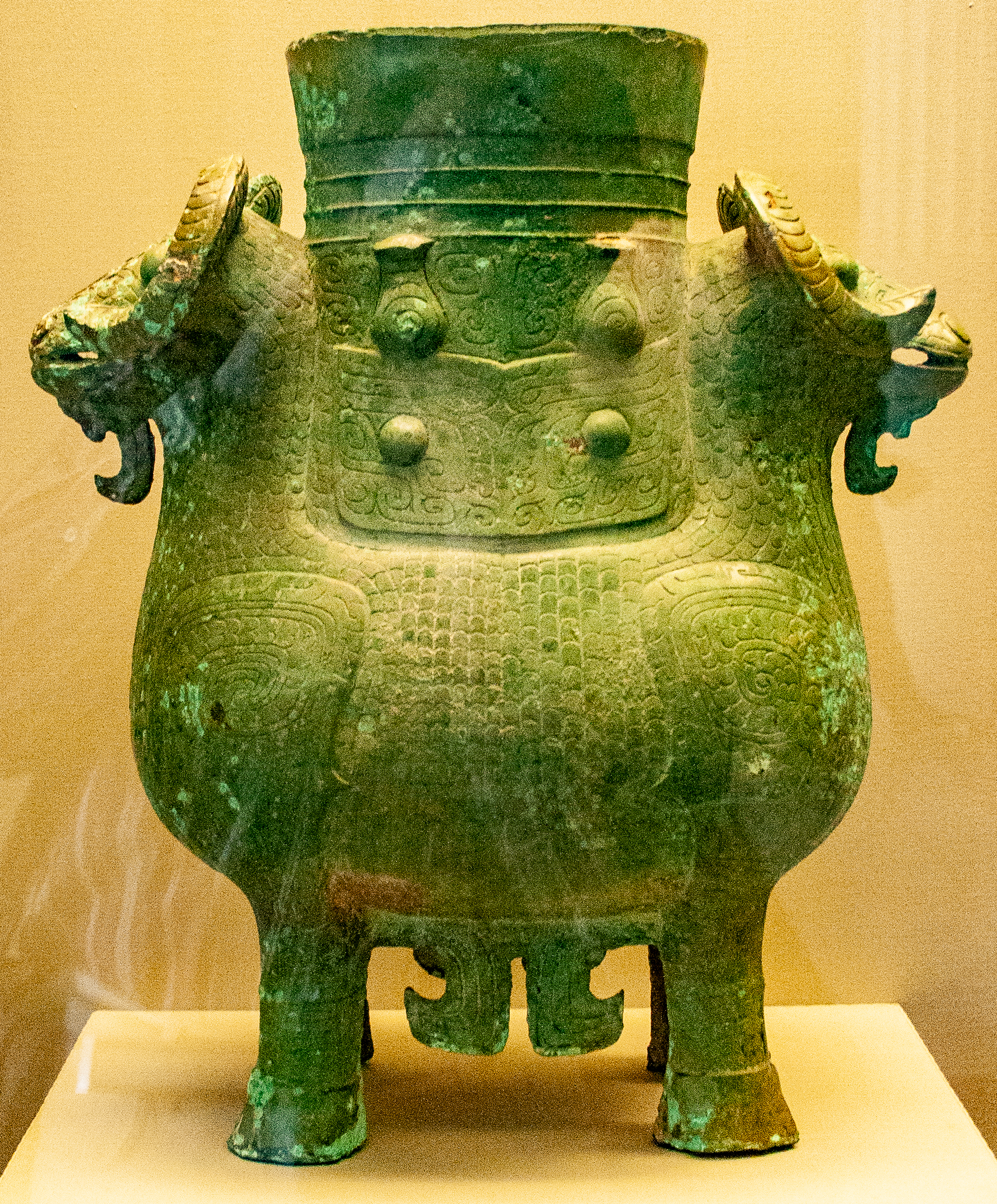
Két kossal díszített bronz borosedény az i. e. 13–12. századból (British Museum)

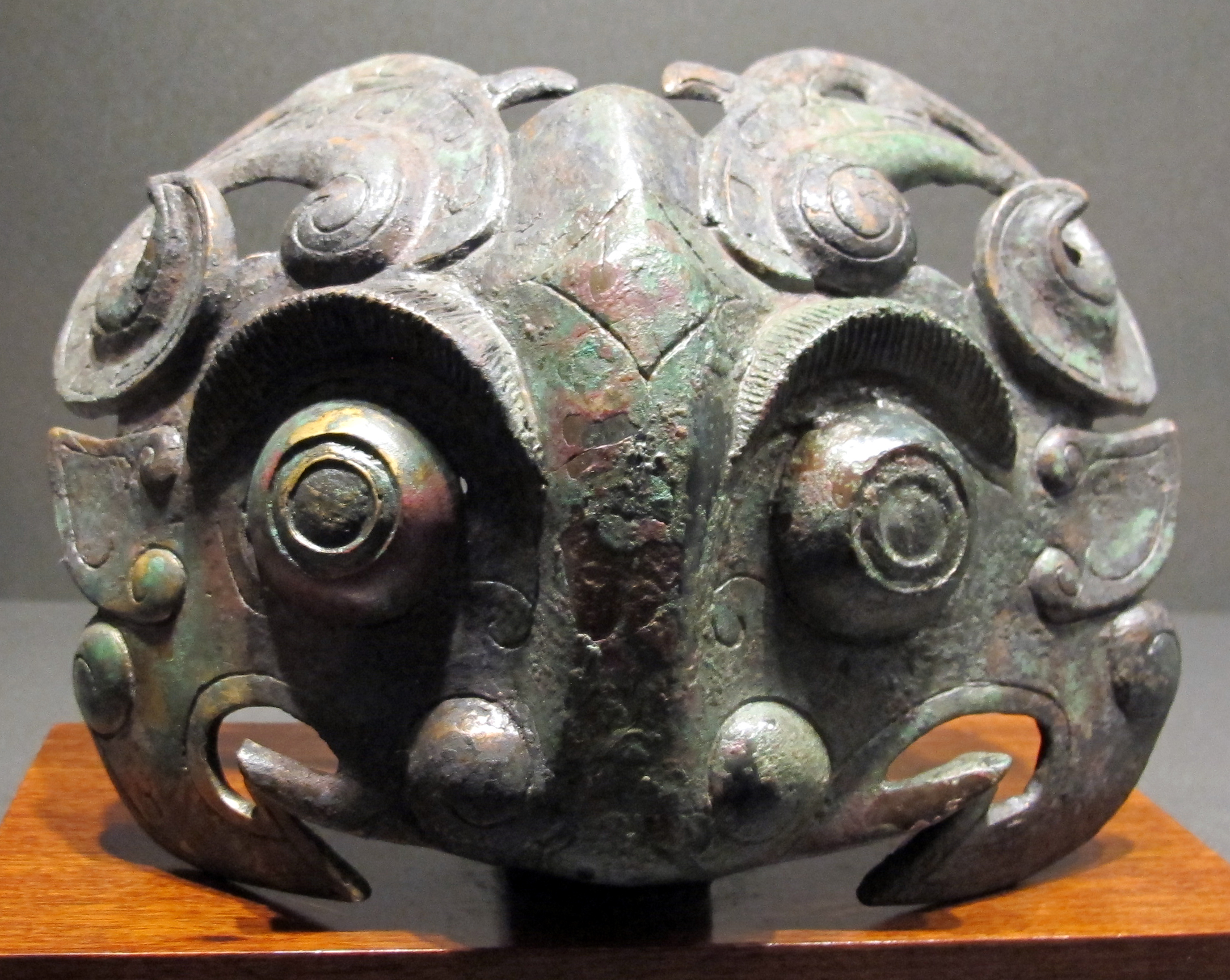
Bronz maszk állatmotívummal az i. e. 12–11. századból (kései sang (shāng) kor)

A sang (shāng)ok fővárosából, Sang (Shāng)ból került elő 80 000-nél több jóslócsont (csiaku (jiǎgǔ)), amelyeket az i. e. 14–12. századra lehet datálni. Jelentőségük két okból nagy, egyfelől a legkorábbi írott emlékeknek tekinthetők, másrészt a csontok feliratai fontos adatokkal szolgálnak a sangok (shāng) államának működéséről. Az írás a Közel-Keleten és Egyiptomban a kőrézkor találmánya, Kínában viszont körülbelül a bronz előállításának ismeretével egyidős, vagyis bronzkori. Az írásrendszer azonban a jóslócsontokon azonnal kidolgozott formában jelenik meg, ami feltételezi, hogy már bizonyos fejlődés áll mögötte, csak korábban olyan anyagokra írhattak, amelyek nem maradtak fenn. Ez időben viszont már feliratokat készítettek néha bronz-, kő- és kerámia tárgyakra is a jóslócsontokon kívül. Magas szintű civilizációt hoztak létre ebben a korban, amit Sang (Shāng) város feltárása mutat. Tizenegy uralkodósír, paloták és templomok alapjai kerültek elő, amelyekhez több tízezer tárgyi emlék is kapcsolódik jáde-, kő-, csont-, kerámia- és bronztárgyak alakjában. Állat- és emberáldozatok nyomai is ismertek.
A sang (shāng) kori bronz és kerámia általában rituális tárgyak képében jelenik meg, nem használati tárgyakban. Amennyire látható, i. e. 1500 körül a korai sang (shāng) korban nagyüzemi termelésben állították elő a bronz eszközöket és fegyvereket. Ehhez a termeléshez sok munkaerő szükséges, amelyben figyelembe kell venni a bányászatot, az ércek és egyéb nyersanyagok finomítását, a szállítást is a közvetlen kézművesmunkán felül. Ez viszont feltételezi a munkavezetők létét, akik felügyelik és összehangolják e tevékenységeket. A királyi udvar és az arisztokrácia hatalmas mennyiségű bronzedényt igényelt különféle ünnepi célokra és a jóslás rituáléihoz. A bronztermelés növekedésével a hadseregnek is lehetősége adódott a bronz fegyverek széles körű alkalmazására. I. e. 1200 körül – Vu Ting (Wu Ding) uralkodása alatt – megjelent a küllős kerekekkel szerelt szekér, amelyen egyes részeket bronzzal erősítettek meg. A jóslócsontok azt sugallják, hogy a nyugati ellenségei ellen a korban már használtak korlátozott számban harci szekeret parancsnoki járműként. A bronz fegyverek megjelenése átalakította a hadsereget, bár még hosszú ideig vegyesen használták a kőből készített fegyverekkel. A gyalogság a máo-lándzsát, jüe (yuè)-alabárdot, hosszúnyelű ko (gē) tőrfejszét, összetett íjat és bronz- vagy bőrsisakot használt.
A sang (shāng) kori rituális bronzok hosszan tartó hagyományt teremtettek. Már i. e. 1650 körül a nemesség és az uralkodó család sírjaiban megjelennek a bronz sírmellékletek, egy-egy királyi sírban általában 200-nál több. A szertartások során ilyenekből kínálták az ételt és italt. Az ősöket családi templomokban tisztelték, vagy a sírboltok ceremoniális csarnokaiban. Az összejöveteleken az élő családtagok a holt családtagoknak vitték az ételt és italt.
Az első sang (shāng) kori település, amelyet feltártak, Csengcsou (Zhengzhou) volt, amelyet az i. e. 15. században kerítettek be egy 7 km oldalhosszú négyszög mentén 8 méter magas döngölt föld falakkal. Az ilyen falak építése már sok évszázados hagyomány volt ekkor, a neolitikus lungsan-kultúra (longshan-kultúra) (i. e. 3000–2000) is épített ilyeneket.
A sang (shāng) kor előtt az edények kizárólag agyagból, a szerszámok pedig csontból és kőből készültek. E korból jelentős számú bronz szerszám, edény és fegyver került elő. A bronz lehetővé tette a formagazdagság kialakítását és az eddiginél gazdagabb díszítések megjelenését. Több különböző kultúra élt egymás mellett egy időben, aminek oka a nagy távolságok és a sokféle nép együtt élése. Mégis bizonyítható a távolsági kereskedelem. Csengcsou (Zhengzhou) környékén az i. e. 2. évezred közepe után az erlgiang-kultúra népe élt, amelynek bronztermékei pekingi temetkezési helyeken is megjelennek a helyi aranyáru mellett. Csengku (Chenggu) környékének stílusa egy tőrfejsze képében megjelenik Hsziaohenan (Xiaohenan)ban.
A mai Jinhszü (Yinxu) („Jin romjai”) nevű helyen feltárt királyi palota betonkeményre döngölt föld alapon állt, amelyre eredetileg 53 különböző, faszerkezetű épületet emeltek. Közvetlen közelében a tárológödröket és szolgálók lakásait is megtalálták. Sok királyi sírt alagutakon raboltak ki és dúlták fel a sírrablók már igen régi időkben, de 1976 tavaszán a YT5-ös sírt (Jinhszü (Yinxu) Tomb 5) érintetlenül találták meg. Gazdagon berendezett sír, több mint 200 bronz rituális edényt, egyéb bronz-, kő- és kerámia edényeket, bronzfegyvereket, jáde ékszereket és fésűket, csont hajtűket és 109 feliratot, valamint 170–180 jóslócsontot tártak fel. Az írásokból Fu-hao (Fu Hao) úrnő nevét olvasták ki, aki Vu Ting (Wu Ding) király hitvese volt.
A kor vallása a sámánizmus, jóslás és áldozati rituálék keverékéből áll. Az áldozatokat főleg hat hatalomnak mutatták be. Ezek Ti (Di) (másképp Sang-ti (Shangdi)), a „magasságos isten” (legfőbb égisten), a természet erői és megnyilvánulásai, mint a Nap és a hegyek szellemei, az elhunytak, korábbi királyok, akik a dinasztikus pantheonba kerültek, a dinasztia távoli ősei és a dinasztia anyakirálynői, köztük például a régi uralkodók kedvenc ágyasai. A sang (shāng)ok ezen ősök hatalma alatt álltak és a rituálék azt a célt szolgálták, hogy megállapítsák azok szándékait. Ezért a leggyakoribb rituálé a jóslás volt, ami gyakran annak meghatározására végeztek, hogy a célzott ősök milyen áldozatot vagy rituálét kívánnak.
A túlvilági élet elképzelése ilyenformán szinte vitathatatlan. Ezt erősítik meg a bonyolult temetkezési szokások, az elhunyt uralkodók díszes és halotti kelengyével ellátott sírjai. Kocsikat, edényeket és fegyvereket is elhelyeztek a sírban. A királyi temetkezést akár több száz ember- és a lóáldozat is kísérhette, ezek az áldozatok nagy valószínűséggel a túlvilági szolgálók biztosítására történtek. A sámánizmus és annak a vallásban betöltött szerepe még vita tárgya.
A sang (shāng) vallás nagyon bürokratikus és aprólékosan szervezett. A kínai jóslócsontok feliratai tartalmazzák a dátumot, az elvégzett rituálét, a személyt, annak őseit és a jóslatkérés okát, azaz miről szeretnének orákulumot. A sírokban a holttesteket is szigorú rendben, meghatározott irányban helyezték el.

## Gazdaság
A civilizáció alapja a mezőgazdaság, emellett jelen volt a vadászat és az állattenyésztés is. A Sang (Shāng)ban feltárt kagylóhéjak alapján a tengerpart közelében lakók távolsági kereskedelmet is folytattak, de ez nem volt nagyon jelentős, ebben az időszakban viszonylag izolált volt a kínai civilizáció.
A sang (shāng) kor írott emlékeiben nem találhatók föld adásvételére vonatkozó adatok, és nincs királyi gazdaságról szóló sem. Ezért a tulajdonviszonyok csak részlegesen rekonstruálhatók. Valószínűleg nem létezett magántulajdonú földbirtok, hanem túlnyomó részben földközösségi birtoklás létezett. Az uralkodó néha földet adományozott egyes híveinek, ez azonban korlátozott birtoklás, egyfajta használati és haszonélvezeti jog lehetett. Meng-ce (Mèngzǐ) ókori filozófus szerint a földet jelképező hieroglifa kilenc négyszöge azt jelenti, hogy a külső nyolcat nyolc különböző család művelte meg, míg a középsőt közösen használták. A források alapján az látszik valószínűnek, hogy a közösségi földeket közösen művelték, termését a körzet kormányzója gyűjtötte be, aki a királyi raktárakban helyezte el azt. A magánföldeket egyénileg művelték, de nem voltak magántulajdonban.
Az állattenyésztés és a földművelés kezdte kiszorítani a hagyományos halász–vadász életmódot. A kontinentális éghajlatú Kelet-Kína löszfennsíkjain és folyóvölgyeiben ma is azokat a növényeket termesztik, amiket akkoriban. A kevés csapadékot igénylő köles volt a legfontosabb, de termeltek búzát és árpát, a folyókhoz közel talán már rizst is – a feliratok gyakran utalnak öntözésre. Az eperfa és a hozzá kapcsolódó selyemhernyó tenyésztés a kínai hagyományok szerint még a sang (shāng) kor előttről származik, de ebből az időből bizonyítható először. A szántást állati erővel (szarvasmarha és talán ritkán ló) végezték. Az igavonó állatok mellett más haszonállatokat, juhot és kecskét is tenyésztettek, de már ismerték a kutyát és a disznót is.

## A dinasztia uralkodói

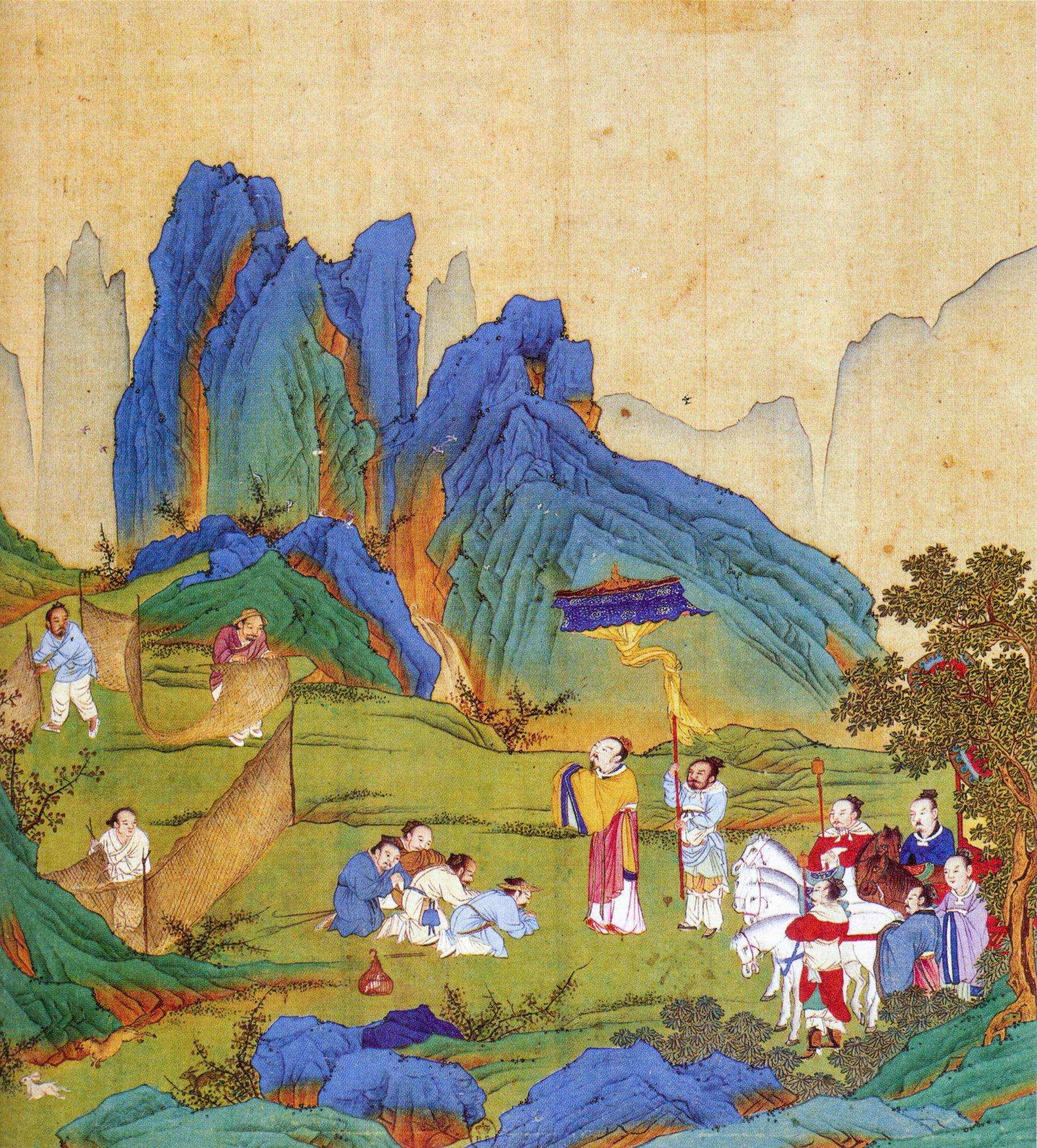
A dinasztiaalapító Tang király (Ta Ji) története 17. századi festményen

| nemzedék | idősebb testvér           | idősebb testvér          | idősebb testvér                 | öröklési vonal               | ifjabb testvér            | ifjabb testvér          |
| -------- | ------------------------- | ------------------------ | ------------------------------- | ---------------------------- | ------------------------- | ----------------------- |
| 17       |                           |                          |                                 | 大乙 Ta Ji (Dà Yǐ)           |                           |                         |
| 16       |                           |                          |                                 | 大丁 Ta Ting (Dà Dīng)       |                           |                         |
| 15       |                           |                          | 中壬 Cung Zsen (Zhōng Rén)      | 太甲 Taj Csia (Dà Jiǎ)       | 外丙 Vaj Ping (Wài Bǐng)  |                         |
| 14       |                           |                          | 沃丁 Vo Ting (Wò Dīng)          | 太庚 Taj Keng (Tài Gēng)     | 小甲 Hszia Csia (Xiǎ Jiǎ) | 雍己 Jung Csi (Yōng Jǐ) |
| 13       |                           |                          |                                 | 太戊 Taj Vu (Dài Wù)         | 呂己 Lu Csi (Lǚ Jǐ)       |                         |
| 12       |                           |                          |                                 | 中丁 Csung Ting (Zhōng Dīng) | 外壬 Vaj Zsen (Wài Rén)   |                         |
| 11       |                           |                          | 河亶甲 Ho-tan Csia (Hé Dǎn Jiǎ) | 祖乙 Cu Ji (Zǔ Yǐ)           |                           |                         |
| 10       |                           |                          |                                 | 祖辛 Cu Hszin (Zǔ Xīn)       | 沃甲 Vo Csia (Wò Jiǎ)     |                         |
| 9        |                           |                          |                                 | 祖丁 Cu Ting (Zǔ Dīng)       | 南庚 Nan Keng (Nán Gēng)  |                         |
| 8        | 陽甲 Jang Csia (Yáng Jiǎ) | 盤庚 Pan Keng (Pán Gēng) | 小辛 Hszia Hszin (Xiǎo Xīn)     | 小乙 Hsziao Ji (Xiǎo Yǐ)     |                           |                         |
| 7        |                           |                          |                                 | 武丁 Vu Ting (Wǔ Dīng)       |                           |                         |
| 6        |                           |                          | 祖康 Cu Keng (Zǔ Gēng)          | 祖己 Cu Csi (Zǔ Ji)          |                           |                         |
| 5        |                           |                          | 廩辛 Lin Hszin (Lǐn Xīn)        | 康丁 Kang Ting (Kāng Dīng)   |                           |                         |
| 4        |                           |                          |                                 | 武乙 Vu Ji (Wǔ Yǐ)           |                           |                         |
| 3        |                           |                          |                                 | 文丁 Ven Ting (Wén Dīng)     |                           |                         |
| 2        |                           |                          |                                 | 帝乙 Ti Ji (Dì Yǐ)           |                           |                         |
| 1        |                           |                          |                                 | 帝辛 Ti Hszin (Dì Xīn)       |                           |                         |

## Galéria

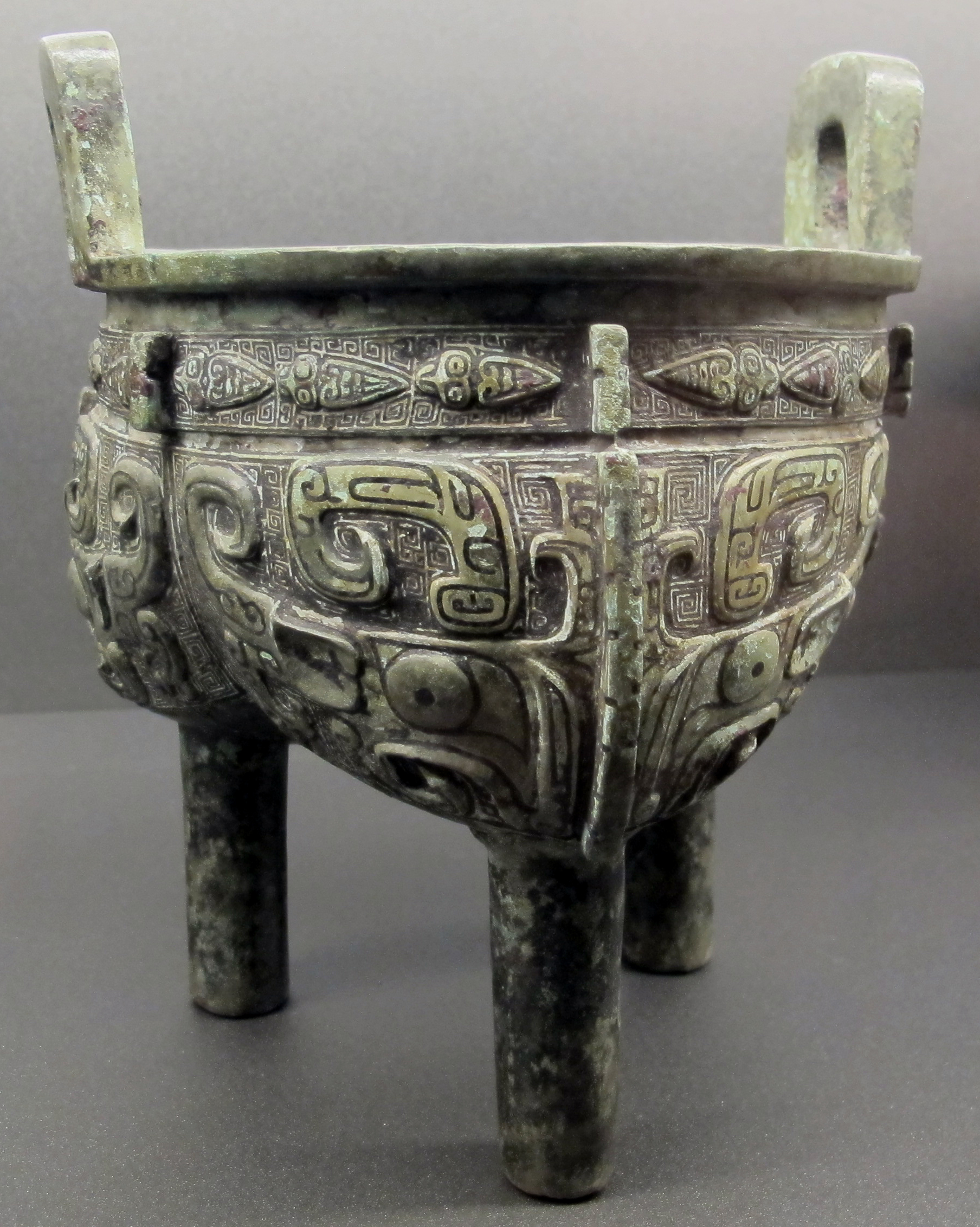
Három lábú bronzüst az i. e. 12–11. századból
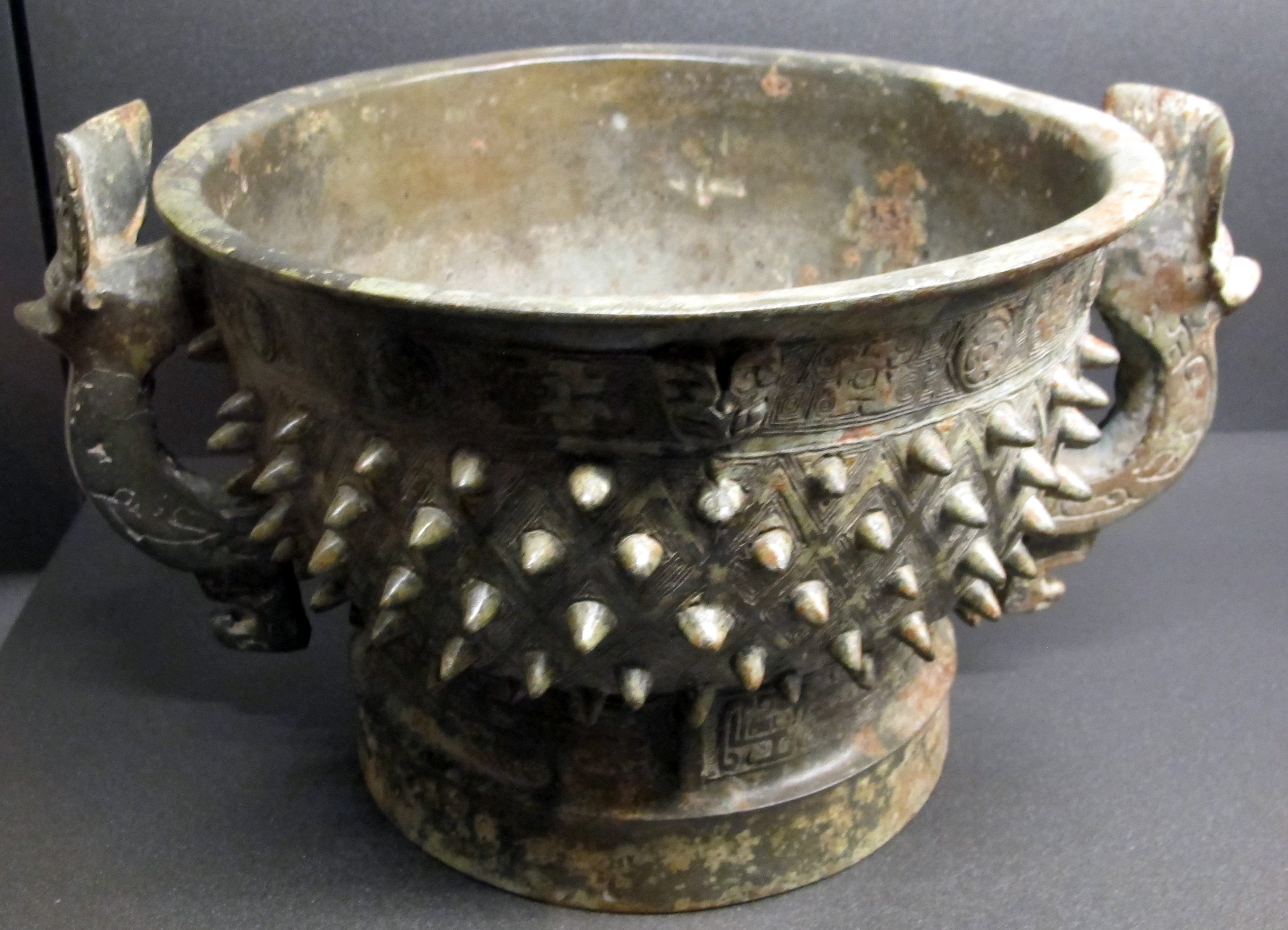
Gazdagon díszített bronztál az i. e. 11. századból
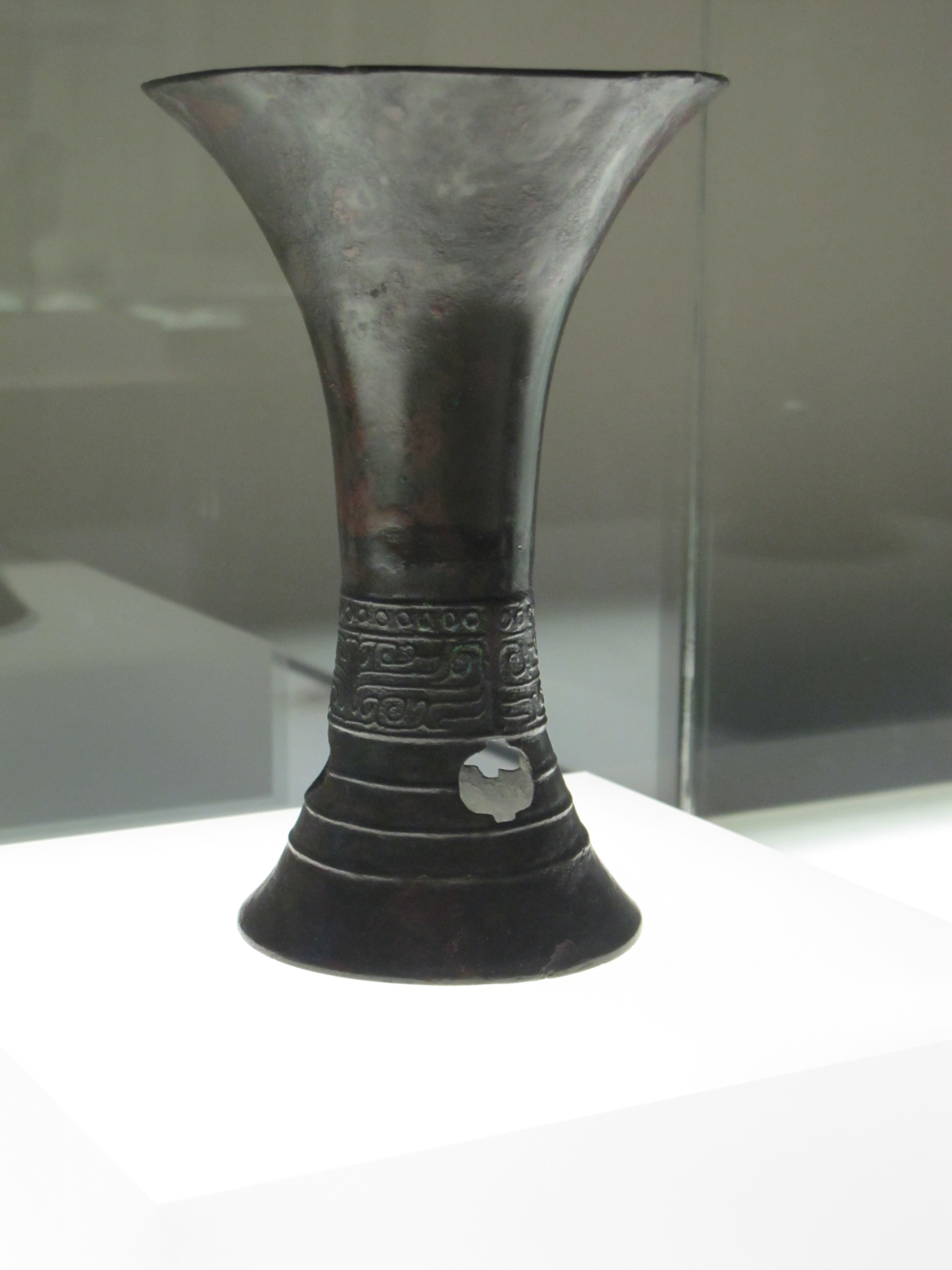
Bronzváza
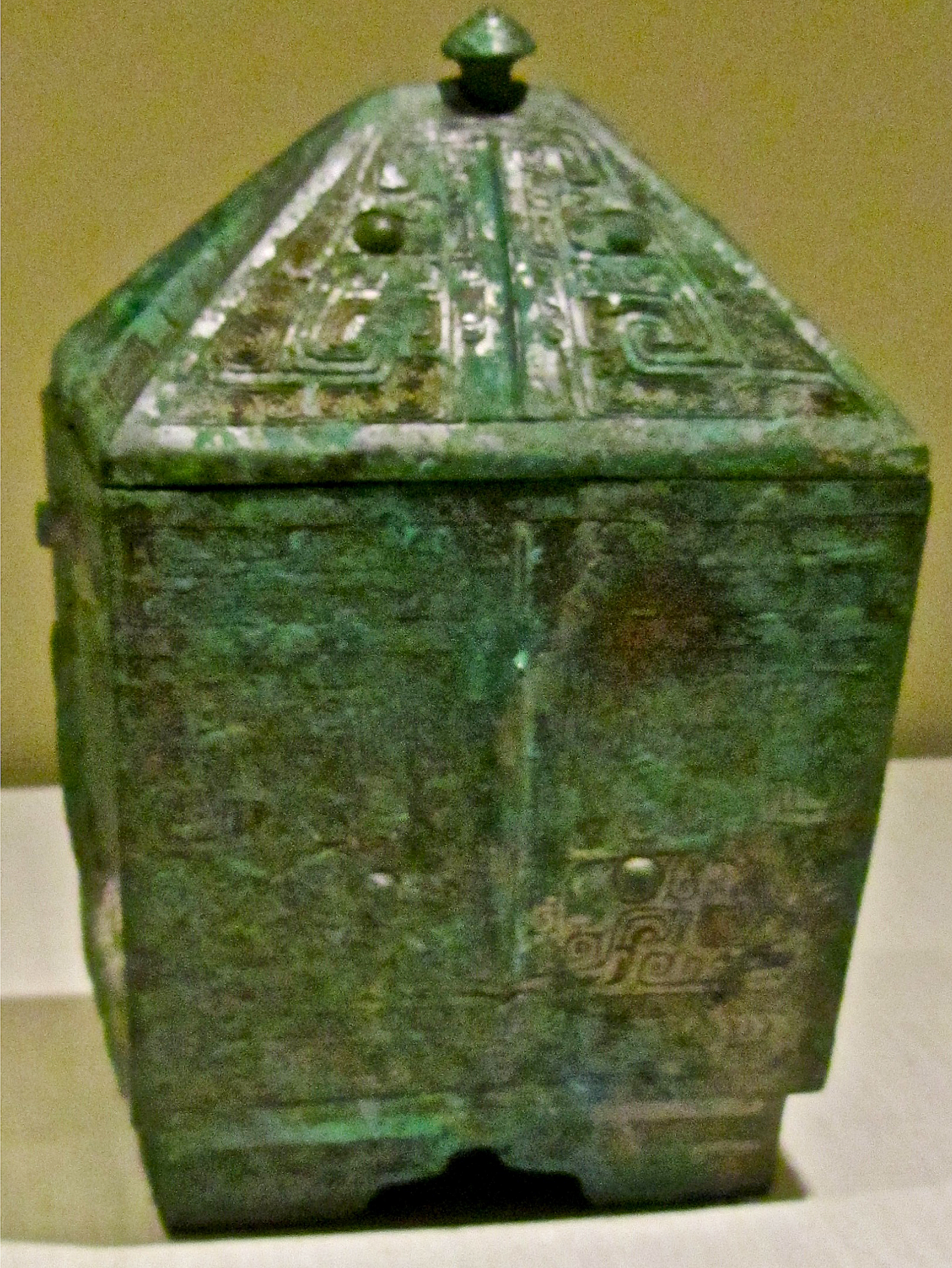
Rituális borosedény bronzból
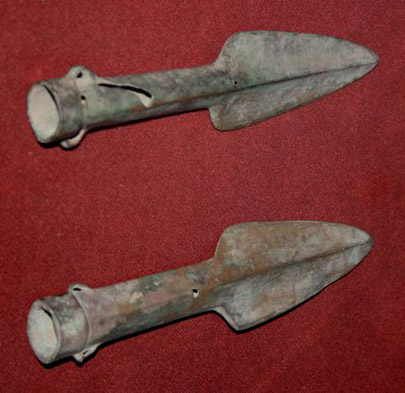
Bronz lándzsahegyek
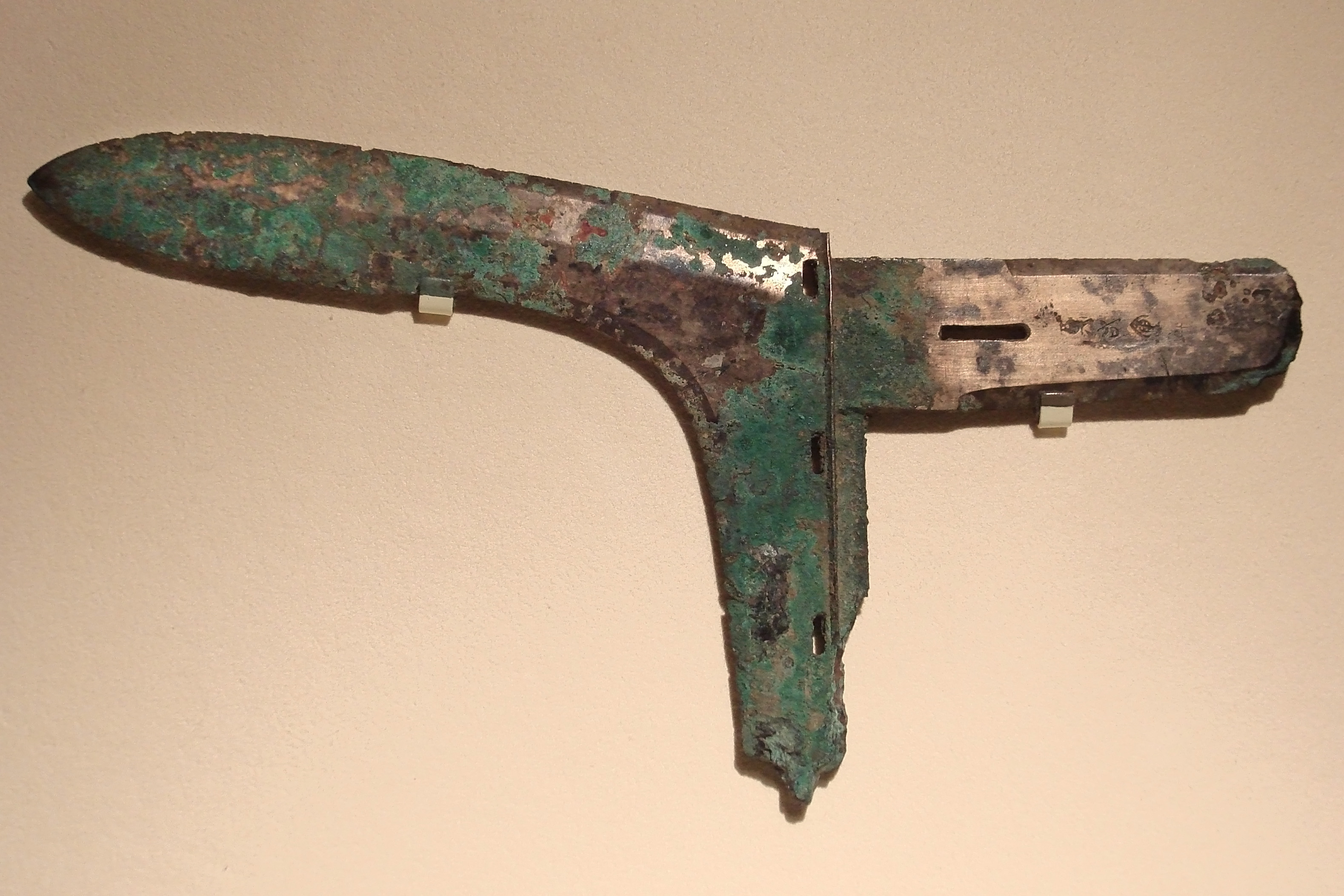
Bronz tőrfejsze
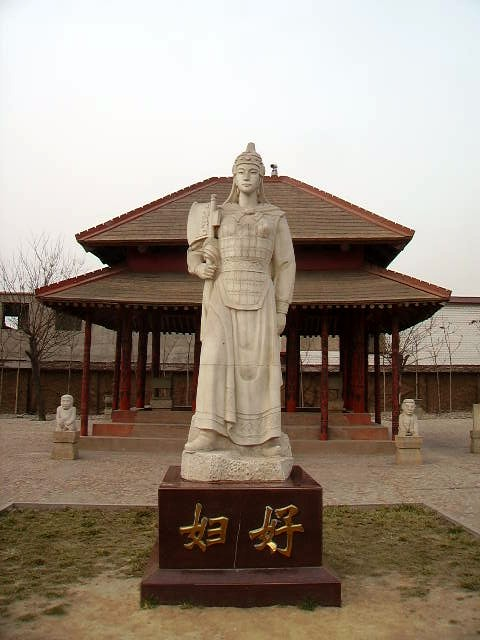
Fu-hao (Fu Hao) királyné – Vu Ting (Wu Ding) feleségének – szobra Jinhszü (Yinxu)ben
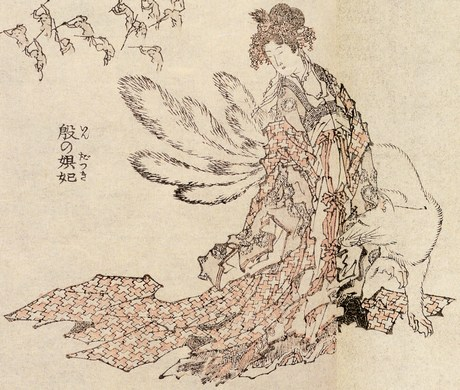
Ta-csi (Dájǐ), Ti Hszin kedvenc ágyasa (Dì Xīn)